# (3788) Steyaert
(3788) Steyaert es un asteroide perteneciente al cinturón de asteroides, descubierto el 29 de agosto de 1986 por Henri Debehogne desde el Observatorio de La Silla, Chile.

## Designación y nombre
Designado provisionalmente como 1986 QM3. Fue nombrado Steyaert en honor al astrónomo aficionado belga Cristiano Steyaert.